# Sant Feliu de Guíxols
Sant Feliu de Guíxols és una ciutat de Catalunya situada a la Vall d'Aro, comarca del Baix Empordà, i cap del partit judicial de Sant Feliu. El 2024 tenia 22.934 habitants.

## Geografia
- Llista de topònims de Sant Feliu de Guíxols (Orografia: muntanyes, serres, collades, indrets..; hidrografia: rius, fonts...; edificis: cases, masies, esglésies, etc).

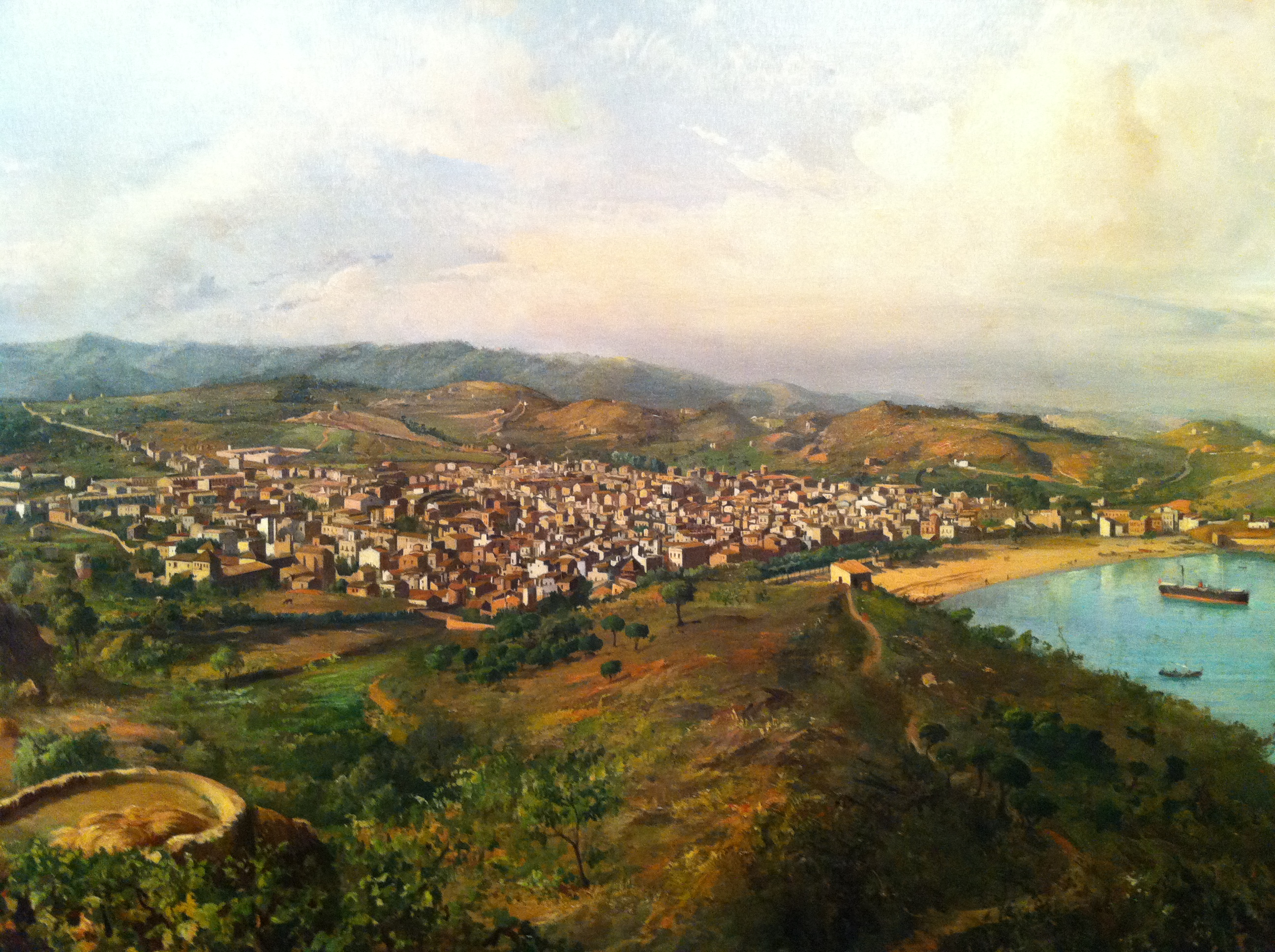
Sant Feliu el 1885

Sant Feliu de Guíxols és al centre de la Costa Brava, entre els municipis de Castell d'Aro, Platja d'Aro i s'Agaró i Santa Cristina d'Aro. Tradicionalment se l'ha considerat la capital de la Costa Brava pel fet que Ferran Agulló la va batejar des del puig de Sant Elm, a llevant de Sant Feliu. És a 34 km de Girona i a 105 de Barcelona. El cap de municipi s'enclava a la badia de Sant Feliu, entre els puigs de Sant Elm i de les Forques. El seu clima és mediterrani i les temperatures són suaus tot l'any. És un important enclavament turístic per la seva condició de ciutat marinera, junt amb un important entorn verd.

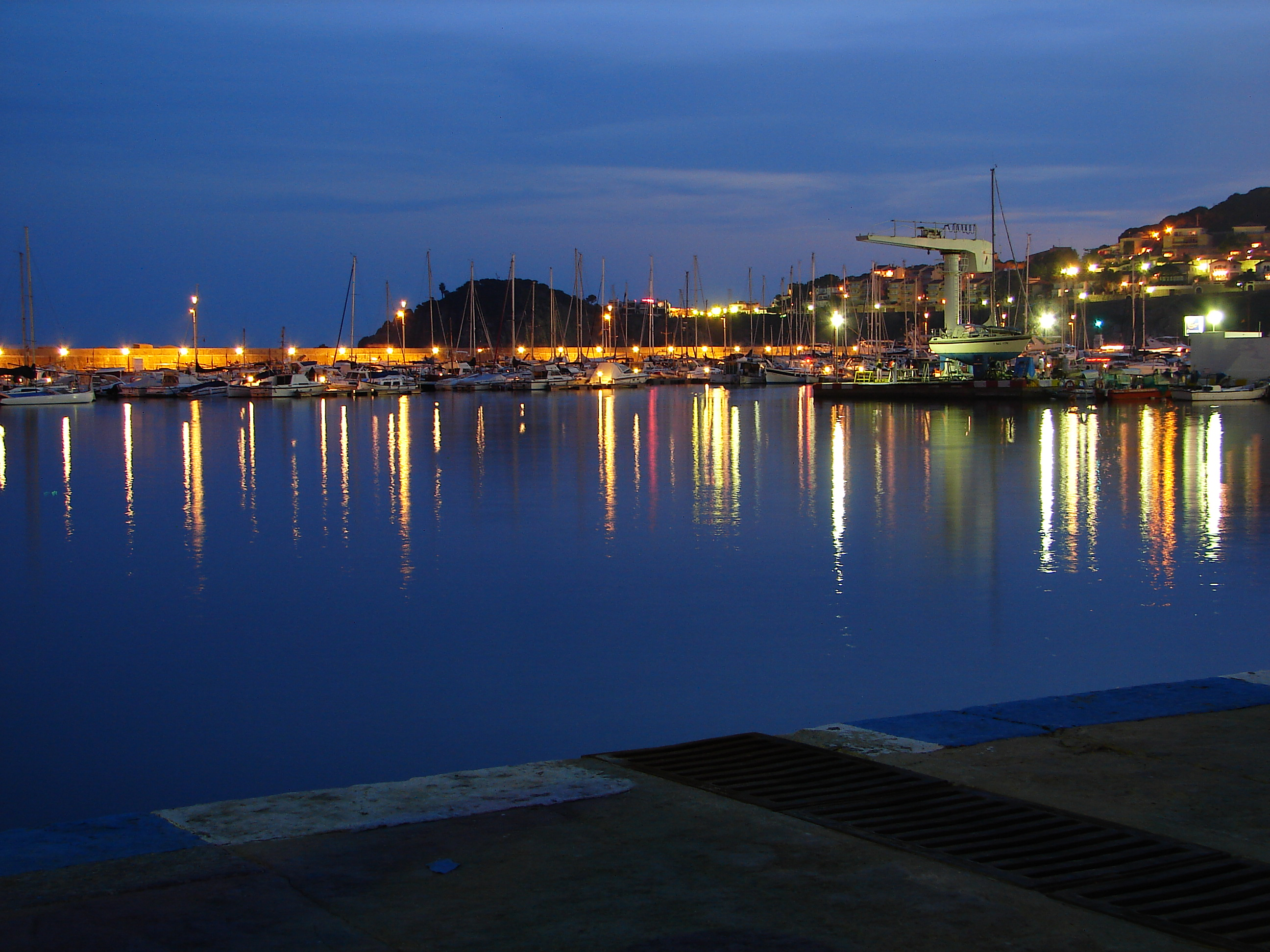
El port de Sant Feliu de Guíxols de nit

La ciutat de Sant Feliu de Guíxols es compon pels barris i les entitats de població següents:
| Entitat de població         | Habitants (2024) |
| Sant Feliu de Guíxols       | 22.332           |
| Sant Amanç                  | 152              |
| la Casa Nova                | 119              |
| les Bateries                | 119              |
| el Vilar d'Aro              | 93               |
| Puntabrava                  | 50               |
| Pedralta                    | 35               |
| Urbanització de Mas Trempat | 34               |
| Font: Idescat               |                  |

Al nucli de Sant Feliu hom distingeix diverses barriades: Centre Històric, Raval de Tueda o Tueda de Baix, Tueda de Dalt, Molí de Vent, Vilartagues, El Poble Nou, Lotus, Sants Boada, Eixample, Barri del Puig, Barri del Mig i Molí de les Forques.
| 1497 f | 1515 f | 1553 f | 1717  | 1787  | 1857  | 1877  | 1887  | 1900   | 1910   |
| ------ | ------ | ------ | ----- | ----- | ----- | ----- | ----- | ------ | ------ |
| 258    | 240    | 264    | 1.592 | 5.090 | 6.515 | 7.773 | 9.219 | 11.333 | 11.327 |

| 1920   | 1930  | 1940  | 1950  | 1960   | 1970   | 1981   | 1990   | 1992   | 1994   |
| ------ | ----- | ----- | ----- | ------ | ------ | ------ | ------ | ------ | ------ |
| 10.013 | 9.082 | 7.583 | 8.306 | 10.307 | 12.508 | 15.485 | 17.337 | 16.248 | 16.248 |

| 1996   | 1998   | 2000   | 2002   | 2004   | 2006   | 2008   | 2010   | 2012   | 2014   |
| ------ | ------ | ------ | ------ | ------ | ------ | ------ | ------ | ------ | ------ |
| 17.779 | 17.850 | 18.403 | 18.994 | 19.693 | 20.867 | 21.726 | 21.975 | 21.961 | 21.810 |

| 2016   | 2018   | 2020   | 2022   | 2024   | 2026 | 2028 | 2030 | 2032 | 2034 |
| ------ | ------ | ------ | ------ | ------ | ---- | ---- | ---- | ---- | ---- |
| 21.760 | 21.824 | 22.097 | 22.149 | 23.050 | -    | -    | -    | -    | -    |

### Economia

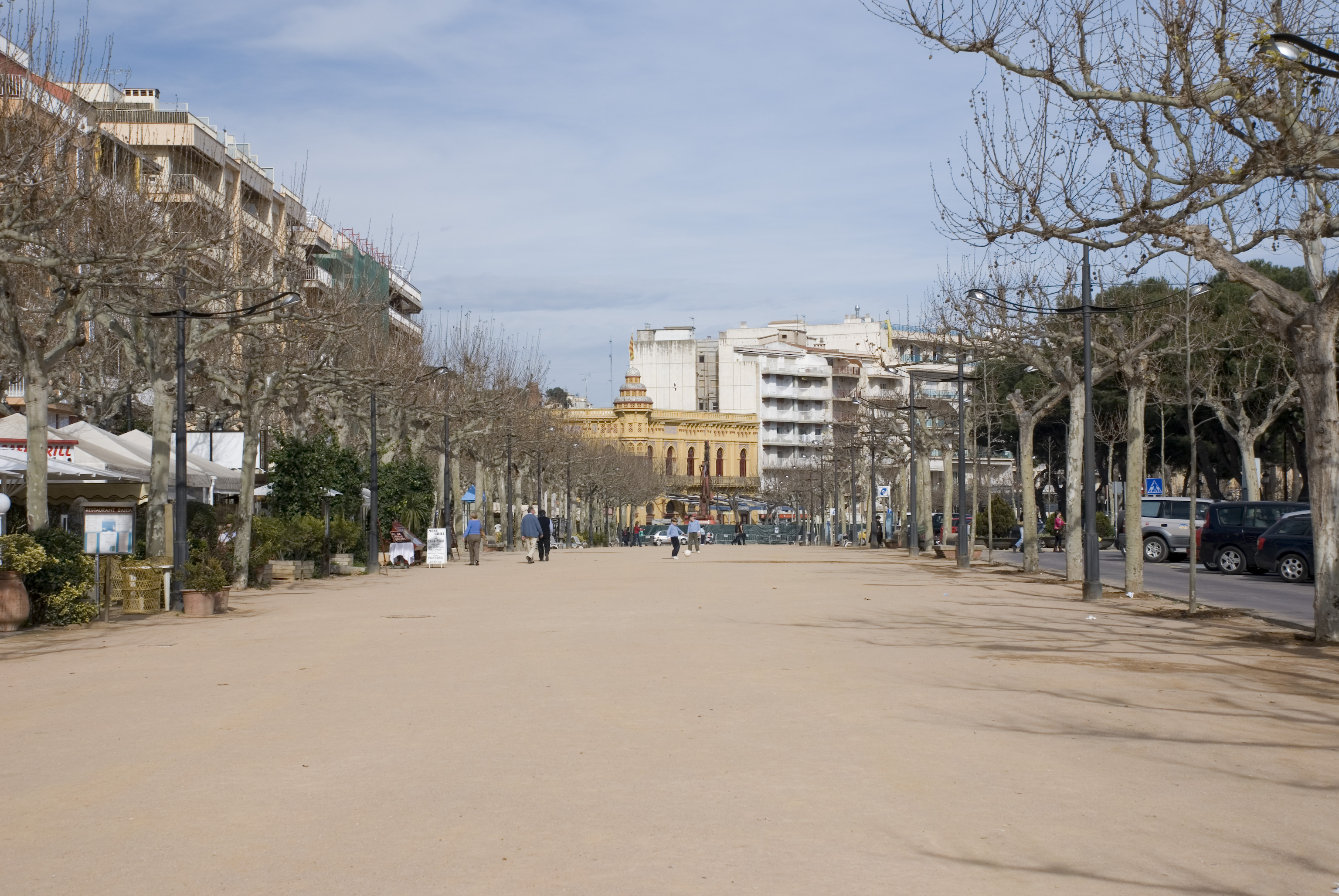
El passeig del Mar

Sant Feliu fou un dels centres més importants de la indústria surotapera baixempordanesa i fins a la crisi dels anys 1930 fou l'activitat econòmica dominant. Amb l'inici del desarrollismo a finals del règim franquista, Sant Feliu no s'incorporà de ple al turisme de masses, tal com feren les seves poblacions veïnes de Platja d'Aro o Tossa de Mar. Això significà que la ciutat, que sempre actuà amb una certa capitalitat dins la zona, no tingués cap projecte econòmic definit i estable. Per contra, això ajudà a mantenir el caràcter mariner i tradicional de la ciutat. A la llarga, la indústria que hi restà ha anat tancant i finalment, Sant Feliu s'ha encarat al turisme com a activitat econòmica principal.

### Transport
El principal accés a la ciutat és per carretera. La carretera general C-65 permet l'enllaç a l'autovia C-31 per després connectar amb l'autopista del Mediterrani, l'eix viari principal de Catalunya. Igualment, la carretera C-253 facilita la comunicació de la ciutat amb les viles veïnes, com s'Agaró, Platja d'Aro o Palamós, de la mateixa manera que la GI-682 connecta Sant Feliu amb Tossa de Mar. Amb tot, per la seva rapidesa, l'autovia C-31 és la via més freqüent també en els desplaçaments curts.
Un altre sistema de comunicació del qual disposa Sant Feliu és el port, per bé que s'hi registra poca activitat. A causa de la poca profunditat de la badia, el port ganxó s'ha convertit més en un port esportiu que de càrrega o de grans navilis de passatgers. La vila de Palamós és la que realitza aquesta funció a la comarca.
Finalment, fins al 1969 Sant Feliu disposà de connexió ferroviària amb Girona per mitjà d'un ferrocarril de via estreta construït el 1892 i que discorria per la plana selvatana del Gironès i la Vall d'Aro.
Malgrat les històriques reivindicacions, el ferrocarril no ha tornat a la ciutat. De manera que, ara per ara, l'única opció per arribar o per marxar a la ciutat amb transport públic és l'autobús. Les dues companyies que operen a Sant Feliu són TEISA i SARFA.

## Història

### Prehistòria
Les dades més antigues que hi ha, i que parlen de l'existència d'un ésser primitiu a Sant Feliu o rodalia, són de fa més de 12.000 anys. Pels volts de l'actual mas Ribot s'han trobat un conjunt d'estris treballats amb pedra que datarien d'aquella època, al Paleolític. La segona referència que trobem sobre comunitats humanes pertany al Neolític. S'han trobat sepultures i algunes peces de sílex a la zona de Vilartagues. Cap a final del Neolític i durant el Calcolític (2200-1800 aC) visqueren a les muntanyes veïnes algunes comunitats humanes. Se n'han conservat diversos monuments funeraris (dòlmens i menhirs, el més famós dels quals és la cova d'en Daina, a Romanyà de la Selva).

### Edat antiga

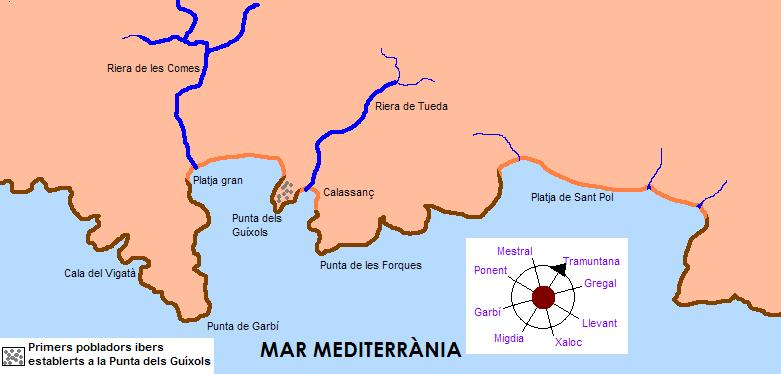
Esquema de la ciutat íbera

La història de Sant Feliu de Guíxols es remunta al segle V a. C. Un poblar iber es va instal·lar a la punta dels Guíxols (També anomenat Fortim o Salvament), un promontori que divideix a la badia en dues parts. Evidentment, fa 2500 anys el mar entrava molt més endins, per tant la situació estratègica del poblat esdevenia òptima per a la defensa i la supervivència.
Amb l'arribada de la romanització, cap a final del segle i aC, progressivament la població va anar abandonant la muntanya i instal·lant-se al pla, prop de la riera de les Comes (actualment encara descoberta en alguns trams), un lloc fèrtil i estable que permetia possibles expansions, i que continuà habitat fins al segle vii, l'època de les invasions. De fet, el lloc de Guíxols mai va estar deshabitat del tot perquè geogràfiques afavorien l'establiment de població fixa (prop de la riera, a tocar dels dos ports naturals que ofereix la badia, en un lloc arrecerat i prop dels camps de conreu), encara que va baixar espectacularment la densitat de població. En aquella època (segle VII) es formà la llegenda de Sant Feliu l'Africà, segons la qual el màrtir cristià va ser llançat al mar des del cim de la punta dels Guíxols. D'aquí neix la popular tradició del jovent ganxó de llançar-se des d'allà al crit de "Valga'ns Sant Feliu!" i creuar nedant l'esquerda natural de sota el penya-segat des de la platja de Calassanç a la platja de ponent. També són coneguts arreu els goigs del gloriós màrtir Sant Feliu l'Africà: "Des dels Guíxols sou llançat / al mar, amb una gran mola. / Un àngel des del cel vola / i a la platja us ha portat / que en honra vostra es diu / Calassanç des d'aquell dia."

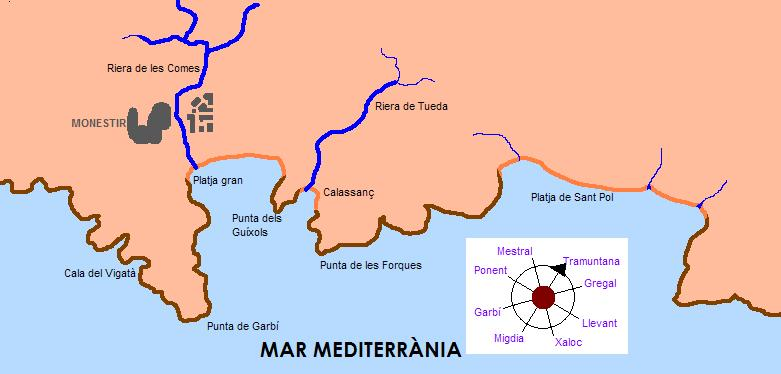
Esquema de la ciutat al segle X

Cap a l'any 940 és fundat el monestir benedictí a l'altre cantó de la riera de les Comes, sota l'advocació del màrtir Sant Feliu l'Africà. D'aquesta manera, doncs, s'uniren per sempre els dos noms (Sant Feliu i Guíxols). En destaquen les dues torres que el flanquegen (la del Fum i la del Corn) i la Porta Ferrada, un llenç de paret de dos pisos format per tres grans arcades de ferradura sobre quatre columnes cilíndriques, del qual encara no se'n sap ben bé la funció que tenia dins el monestir. Mentrestant la vila s'anava formant: una petita comunitat de camperols i petits propietaris.

### Edat mitjana
L'any 968 el rei franc Lotari lliura a l'abat Sunyer el diploma que ratifica els béns del monestir guixolenc: els llocs de Guíxols, Fenals, Biert-Romanyà, la Vall del Ridaura, Bell-lloc i part de Calonge. Els temps, però no eren fàcils i l'any 985 el monestir rebé també els efectes de l'atac d'Almansor a Barcelona. Els conflictes interns entre els monjos i la població van portar a una segona ratificació dels béns del monestir per part de la Comtessa Ermessenda de Carcassona. A Sant Feliu, de fet, l'alta edat mitjana es va caracteritzar pel que actualment anomenaríem conflictes de competències, disputes entre els monestir de la zona per diferents possessions. També va ser molt important en aquella època la incipient vocació de la població ganxona cap al mar. S'han trobat diversos documents referents a viatges a Mallorca i Eivissa. La llavors gairebé única via de comunicació de Sant Feliu, la mar, va permetre a la vila tenir un important paper en el comerç de l'època, i també en l'atac i conquesta de Mallorca dirigit pel rei Jaume I. A partir del segle xiii la població guixolenca començà a prendre consciència ciutadana davant el poder feudal que retenia el Monestir, i així aparegué el mot universitat per a designar l'associació de població. L'any 1258 l'abat Gerald concedí a la Universitat el privilegi de construir unes drassanes, que serien molt productives, amb el temps, per a la població. De tota manera l'estabilitat no va durar gaire i, a causa de l'enfrontament entre catalans i francesos pel domini de l'illa de Sicília, l'exèrcit gal va cremar gairebé totes les cases de la vila. Sant Feliu, les seves drassanes i la seva orientació inequívocament marítima esdevenien punt estratègic en les expansions territorials dutes a terme per Jaume I el conqueridor i per Pere II el Gran i, evidentment en rebia les conseqüències. Tot i que la invasió dels francesos de 1285 va deixar una marca molt profunda en la consciència col·lectiva dels guixolencs, es rehabilità de nou la ciutat i augmentà tant el nombre dels seus habitants que al començament del segle xiv la població de Sant Feliu de Guíxols ja comptava amb una organització jurídica a l'estil de les principals ciutats catalanes.

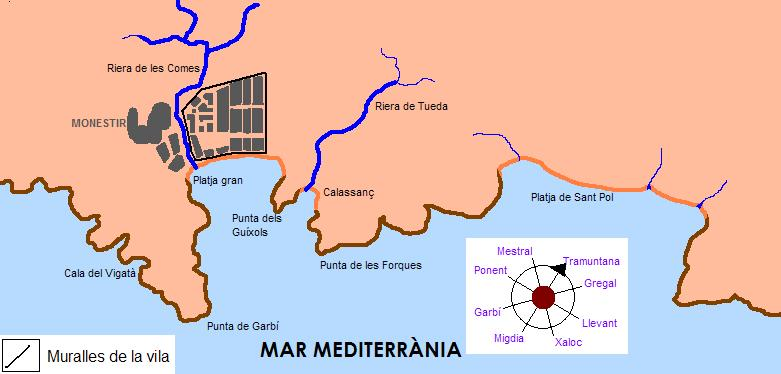
Esquema de la ciutat al segle XV

Pel que fa al creixement urbà de la vila, sabem que l'any 1360 la vila tenia 230 focs, pel cap baix uns 1.200 habitants. El racó de la riera de les Comes es va anar fent petit i la vila va créixer, en direcció al mar i cap a llevant.

### Edat moderna
Durant els segles xvi i xvii la recuperació de la vila va ser lenta i costosa i la població va patir greus problemes de fam, sequera i pesta. La vila va seguir creixent, per força fora muralles, cap a la riera de Tueda, a llevant. Es va construir un nou hospital a la banda de tramuntana, i una nova Capella de Sant Amanç que dona nom a aquest sector municipal. L'economia bàsica de l'època, a part de la pesca tradicional, era el comerç marítim amb altres ports de la Corona. Durant el segle xviii hi va haver unes drassanes reials que s'ocuparen de la construcció de tres navilis de línia, el Cambí, el Catalan i el San Felipe el Real de tres ponts al servei de la marina espanyola. Els conflictes bèl·lics eren els principals successos en aquests segles. Els més greus es van produir després d'un atac de Felip IV a la flota catalana que s'estava reunint a Sant Feliu per auxiliar Barcelona en el marc de la guerra dels Segadors.
També van tenir molta influència els bandolers. A la zona de Sant Feliu van tenir-hi presència el famós Perot Rocaguinarda i d'altres. Durant el segle xviii la vila evolucionà força. A les darreries de segle ja tenia més de 5.000 habitants i era la segona ciutat de la regió darrera Girona (8.000). La caiguda de les muralles a principi de segle hi va tenir molt a veure. Pel que fa a la indústria, hi va haver una petita "revolució" amb la manufactura i comerç del suro. La vila va viure anys, fins i tot dècades d'esplendor econòmic gràcies a la descoberta d'aquest material, especialment en la fabricació de taps de suro. Continuaven, però, les repressions socials del monestir i els problemes de seguretat.

### Edat contemporània
A la primera meitat del segle xix la població ganxona va seguir creixent però va tenir una davallada i una posterior recuperació a causa dels problemes sanitaris. Les epidèmies no acabaven de marxar del tot. La població es mantingué durant dècades al voltant dels 6.000 habitants. Aquesta també va ser una època marcada sobretot pels canvis de mentalitat, un anticlericalisme en augment. Especial fou la figura de Pere Caimó, un federal, que en arribar a l'alcaldia de la vila, instaurà un seguit de decrets clarament progressistes i republicans. Això li va comportar disputes amb el general Prim i va estar uns anys exiliat. Anys més tard, els polítics locals, s'anaren separant en dos blocs, republicans i conservadors, fet que destaca l'any 1910 la victòria electoral en el districte de La Bisbal d'Empordà del guixolenc republicà Salvador Albert vers Francesc Cambó, el líder de la dreta catalana a tot el país. La victòria la decantaren els vots a Sant Feliu, que aleshores era la ciutat més gran de la comarca. La majoria republicana local no era perquè sí: a la vila hi havia un ampli moviment obrer. D'aquests anys també són de destacar la inauguració de dos avenços en el transport i la comunicació: l'estació del carrilet que unia Sant Feliu i Girona, passant per la Vall d'Aro (1892) i el port marítim (1904). A partir d'aquesta època, però, les coses anaren a pitjor: la població que havia superat els 12.000 habitants a principis de segle, veia com l'any 1940 n'hi havia poc més de 7000. Hi havia hagut una pau relativa durant les primeres dècades, però amb l'esclat de la guerra civil, tot va decaure. Sant Feliu, igual que la major part de Catalunya, es va decantar cap al cantó republicà gairebé sense excepcions. El poble treballador va organitzar el Comitè local de les Milícies Antifeixistes. Hi va haver uns primers mesos de repressió cap a tot aquell sospitós de pertànyer o col·laborar amb el bàndol franquista. L'esclat revolucionari durà poc, però, i aviat els bombardeigs i l'atac per mar de l'exèrcit franquista, molt més poderós, van fer desistir els combatents. El 3 de febrer del 1939 Sant Feliu va ser ocupada pels nacionals. La postguerra va ser lenta, però a partir de 1955 ja presenta clars símptomes de millora, de manera que l'any 1975 la població ja sobrepassa el llindar dels 14.000 habitants. Mentrestant, a la ciutat la vida va tenir un desenvolupament del sector serveis que es materialitzà a partir de l'any 1955 amb la inauguració de diversos hotels i el boom turístic generalitzat a tota la Costa Brava.

## Política
Les eleccions municipals de 2007 a Sant Feliu de Guíxols van suposar un canvi de govern propiciat per un gran traspàs de vot. La majoria absoluta de CiU es va desfer i el PSC li va arrabassar l'alcaldia. Pere Albó va ser proclamat alcalde gràcies a un pacte amb el Tots per Sant Feliu de Joaquim Valls (l'altra sorpresa electoral), Esquerra Republicana de Catalunya i ICV. Una altra de les novetats dels comicis del 2007 a Sant Feliu va ser la presentació de dues noves llistes, l'ecologista d'Alternativa Verda, fent coalició amb la CUP, i una agrupació d'electors encapçalada pel constructor Pere Luque, Amics. Aquesta darrera formació va aconseguir un regidor.
L'any 2010, després d'una moció de censura a l'equip de govern presentada per Tots per Sant Feliu, CiU i Amics, Carles Motas (Tots per Sant Feliu) va ser proclamat alcalde.
En les eleccions municipals de 2011 es va produir un nou canvi en el govern municipal, retornant com a alcalde Joan Alfons Albó (CiU) gràcies al pacte amb el PSC, encapçalat per Pere Albó.
El 2015, un nou pacte ara entre Tots per Sant Feliu, ERC i el PSC possibilita que Carles Motas torni a ocupar l'alcaldia de la ciutat durant la següent legislatura.
L'any 2019, el pacte aquesta vegada entre Tots per Sant Feliu i el PSC dona un cop més l'alcaldia a Carles Motas per als propers quatre anys. Igualment, en les eleccions municipals de 2023 es revalida l'acord pel govern entre Tots per Sant Feliu, mantenint els 10 regidors de l'anterior legislatura, i el PSC que, tot i perdre un dels tres regidors que tenia fins llavors, dona la majoria necessària al pacte de les dues formacions per a que Carles Motas sigui proclamat alcalde de la ciutat per tercera vegada consecutiva.
| Candidatura | Candidatura                                                  | Cap de llista             | Vots  | Regidors | % vots |
| ----------- | ------------------------------------------------------------ | ------------------------- | ----- | -------- | ------ |
|             | Tots per Sant Feliu - Tots Empordà                           | Carles Motas López        | 3.129 | 10       |        |
|             | Junts per Catalunya - Compromís Municipal                    | Antoni Carrión Angelats   | 1.332 | 4        |        |
|             | Esquerra Republicana de Catalunya - Acord Municipal          | Sílvia Romero Quesada     | 877   | 3        |        |
|             | Partit dels Socialistes de Catalunya- Candidatura de Progrés | Josep Melcior Muñoz Ayats | 834   | 2        |        |
|             | Guíxols des del Carrer - En Comú Podem                       | Jordi Lloveras Avellí     | 562   | 1        |        |
|             | MES - SOM Moviment d'Esquerres                               | Pere Albó                 | 461   | 1        |        |
|             | Partit Popular                                               | Cristóbal Parra Pérez     | 348   | 0        |        |
| Total       | Total                                                        | 7.754                     | 7.754 | 21       |        |

| Candidatura | Candidatura                                                  | Cap de llista               | Vots  | Regidors | % vots |
| ----------- | ------------------------------------------------------------ | --------------------------- | ----- | -------- | ------ |
|             | Tots per Sant Feliu - Tots Empordà                           | Carles Motas López          | 3.454 | 10       |        |
|             | Esquerra Republicana de Catalunya - Acord Municipal          | Sílvia Romero Quesada       | 1.326 | 3        |        |
|             | Partit dels Socialistes de Catalunya- Candidatura de Progrés | Josep Melcior Muñoz Ayats   | 1.253 | 3        |        |
|             | Junts per Catalunya                                          | Cristina Vicens Payet       | 1.195 | 3        |        |
|             | Guíxols des del Carrer - En Comú Podem - En Comú Guanyem     | Jordi Lloveras Avellí       | 548   | 1        |        |
|             | MES - UPMcat                                                 | Pere Albó                   | 527   | 1        |        |
|             | Ciutadans                                                    | Juan Carlos Calatayud Gómez | 339   | 0        |        |
|             | Candidatura d'Unitat Popular - Alternativa Municipalista     | Marie Dorothée Fauré        | 256   | 0        |        |
|             | Partit Popular                                               | Antonio Sánchez Dengra      | 214   | 0        |        |
|             | Som Catalans                                                 | Adrià Montes Vilanova       | 28    | 0        |        |
| Total       | Total                                                        | 9.253                       | 9.253 | 21       |        |

| Candidatura | Candidatura                                              | Cap de llista             | Vots  | Regidors | % vots |
| ----------- | -------------------------------------------------------- | ------------------------- | ----- | -------- | ------ |
|             | Convergència i Unió                                      | Joan Alfons Albó          | 2.061 | 6        |        |
|             | Tots per Sant Feliu                                      | Carles Motas              | 1.920 | 6        |        |
|             | Esquerra Republicana de Catalunya - Acord Municipal      | Jordi Vilà                | 1.196 | 3        |        |
|             | Partit dels Socialistes de Catalunya - Progrés Municipal | Josep M. Muñoz            | 1.044 | 3        |        |
|             | Guíxols des del Carrer                                   | Jordi Lloveras            | 487   | 1        |        |
|             | AVANCEM - MES                                            | Pere Albó                 | 409   | 1        |        |
|             | CUP                                                      | Maria Elena Delgado       | 408   | 1        |        |
|             | Partit Popular                                           | Abraham Alberto Rodríguez | 369   | 0        |        |
|             | Tots Units Ganxons                                       | José Antonio Rodríguez    | 117   | 0        |        |
| Total       | Total                                                    | 8.217                     | 8.217 | 21       |        |

| Candidatura | Candidatura                                              | Cap de llista      | Vots  | Regidors | % vots |
| ----------- | -------------------------------------------------------- | ------------------ | ----- | -------- | ------ |
|             | Convergència i Unió                                      | Joan Alfons Albó   | 2.491 | 7        |        |
|             | Tots per Sant Feliu                                      | Carles Motas       | 1.919 | 6        |        |
|             | Partit dels Socialistes de Catalunya - Progrés Municipal | Pere Albó          | 1.874 | 5        |        |
|             | Esquerra Republicana de Catalunya - Acord Municipal      | Jordi Vilà         | 478   | 1        |        |
|             | Partit Popular                                           | M. Ángeles Sánchez | 472   | 1        |        |
|             | ICV-EUiA-Entesa pel Progrés Municipal                    | Jesús Fernández    | 436   | 1        |        |
|             | Solidaritat Catalana per la Independència                | Teresa Massegosa   | 294   | 0        |        |
| Total       | Total                                                    | 8.275              | 8.275 | 21       |        |

| Candidatura | Candidatura                                              | Cap de llista      | Vots  | Regidors | % vots |
| ----------- | -------------------------------------------------------- | ------------------ | ----- | -------- | ------ |
|             | Partit dels Socialistes de Catalunya - Progrés Municipal | Pere Albó          | 2.606 | 7        |        |
|             | Convergència i Unió                                      | Miquel Lobato      | 2.037 | 5        |        |
|             | Tots per Sant Feliu                                      | Joaquim Valls      | 1.700 | 5        |        |
|             | Esquerra Republicana de Catalunya - Acord Municipal      | Jordi Vilà         | 688   | 2        |        |
|             | ICV-EUiA-Entesa pel Progrés Municipal                    | Jesús Fernández    | 584   | 1        |        |
|             | Amics                                                    | Pedro Luque        | 470   | 1        |        |
|             | Partit Popular                                           | Ricard Torregrossa | 298   | 0        |        |
|             | Els Verds-Alternativa Verda-Candidatura d'Unitat Popular | Santiago Vilanova  | 113   | 0        |        |
| Total       | Total                                                    | 8.691              | 8.691 | 21       |        |

| Candidatura | Candidatura                                              | Cap de llista    | Vots  | Regidors | % vots |
| ----------- | -------------------------------------------------------- | ---------------- | ----- | -------- | ------ |
|             | Convergència i Unió                                      | Joan Alfons Albó | 5.384 | 11       |        |
|             | Partit dels Socialistes de Catalunya - Progrés Municipal | Pere Albó        | 1.865 | 3        |        |
|             | Tots per Sant Feliu                                      | Joaquim Valls    | 787   | 1        |        |
|             | Esquerra Republicana de Catalunya - Acord Municipal      | Jordi Vilà       | 668   | 1        |        |
|             | ICV-EUiA-Entesa pel Progrés Municipal                    | Jesús Fernández  | 496   | 1        |        |
|             | Partit Popular                                           | Paula González   | 389   | 0        |        |
| Total       | Total                                                    | 9.659            | 9.659 | 17       |        |

| Candidatura | Candidatura                                              | Cap de llista    | Vots  | Regidors | % vots |
| ----------- | -------------------------------------------------------- | ---------------- | ----- | -------- | ------ |
|             | Convergència i Unió                                      | Joan Alfons Albó | 3.073 | 7        |        |
|             | Partit dels Socialistes de Catalunya - Progrés Municipal | Pere Albó        | 2.538 | 5        |        |
|             | Tots per Sant Feliu                                      | Carles Xargay    | 1.500 | 3        |        |
|             | Partit Popular                                           | Paula González   | 501   | 1        |        |
|             | Esquerra Republicana de Catalunya - Acord Municipal      | Joan Casamitjana | 447   | 1        |        |
|             | ICV-Entesa pel Progrés Municipal                         | Jesús Fernández  | 410   | 0        |        |
|             | Esquerra Unida i Alternativa                             | -                | 99    | 0        |        |
|             | Plataforma per una Catalunya Solidària - CD              | -                | 39    | 0        |        |
| Total       | Total                                                    | 8.797            | 8.797 | 17       |        |

| Candidatura | Candidatura                          | Cap de llista  | Vots  | Regidors | % vots |
| ----------- | ------------------------------------ | -------------- | ----- | -------- | ------ |
|             | Partit dels Socialistes de Catalunya | Antoni Juanals | 3.676 | 8        |        |
|             | Convergència i Unió                  | -              | 3.136 | 6        |        |
|             | Partit Popular                       | -              | 689   | 1        |        |
|             | Esquerra Republicana de Catalunya    | -              | 549   | 1        |        |
|             | Iniciativa per Catalunya             | -              | 510   | 1        |        |
|             | Centre Democràtic i Social           | -              | 470   | 0        |        |
| Total       | Total                                | 8.837          | 8.837 | 17       |        |

| Candidatura | Candidatura                          | Cap de llista  | Vots  | Regidors | % vots |
| ----------- | ------------------------------------ | -------------- | ----- | -------- | ------ |
|             | Partit dels Socialistes de Catalunya | Antoni Juanals | 4.151 | 10       |        |
|             | Convergència i Unió                  | -              | 3.121 | 7        |        |
|             | Esquerra Republicana de Catalunya    | -              | 380   | 0        |        |
|             | Iniciativa per Catalunya             | -              | 233   | 0        |        |
|             | Partit dels Comunistes de Catalunya  | -              | 99    | 0        |        |
| Total       | Total                                | 8.129          | 8.129 | 17       |        |

| Candidatura | Candidatura                          | Cap de llista | Vots  | Regidors | % vots |
| ----------- | ------------------------------------ | ------------- | ----- | -------- | ------ |
|             | Partit dels Socialistes de Catalunya | Josep Vicente | 4.074 | 9        |        |
|             | Convergència i Unió                  | -             | 3.491 | 8        |        |
|             | Iniciativa per Catalunya             | -             | 381   | 0        |        |
|             | Alianza Popular                      | -             | 291   | 0        |        |
| Total       | Total                                | 8.397         | 8.397 | 17       |        |

| Candidatura | Candidatura                             | Cap de llista        | Vots  | Regidors | % vots |
| ----------- | --------------------------------------- | -------------------- | ----- | -------- | ------ |
|             | Partit dels Socialistes de Catalunya    | Josep Vicente        | 4.642 | 11       |        |
|             | Convergència i Unió                     | Josep López de Lerma | 2.288 | 5        |        |
|             | Partit Socialista Unificat de Catalunya | -                    | 576   | 1        |        |
| Total       | Total                                   | 7.780                | 7.780 | 17       |        |

| Candidatura | Candidatura                             | Cap de llista        | Vots  | Regidors | % vots |
| ----------- | --------------------------------------- | -------------------- | ----- | -------- | ------ |
|             | Partit dels Socialistes de Catalunya    | Manuel Monfort       | 2.933 | 7        |        |
|             | Convergència i Unió                     | Josep López de Lerma | 1.613 | 4        |        |
|             | Centristes de Catalunya                 | Carles Xargay        | 1.351 | 3        |        |
|             | Partit Socialista Unificat de Catalunya | -                    | 1.200 | 3        |        |
|             | Esquerra Republicana de Catalunya       | -                    | 330   | 0        |        |
| Total       | Total                                   | 7.486                | 7.486 | 17       |        |

### Alcaldes
- durant gairebé 16 anys, entre 1839 i 1882 Rafel Patxot Ferrer (1810-1886)
- 1868 Pere Caimó i Bascós (1819-1878)
- Octubre 1869 - gener 1870 Joan Casas i Arxer (1839-1923), alcalde provisional
- 1872,1874 Pere Caimó i Bascós (1819-1878)
- Abril 1874 a maig 1876 Joan Casas i Arxer (1839-1923)
- Maig a setembre 1876 Silvestre Anglada i Casalda (1831-?), alcalde interí
- Octubre a desembre 1876 Joan Alsina i Gayolà (1827-?)
- Desembre 1876 - Febrer 1877 Cebrià Prats i Reig (1832-1888)
- març 1877 Eliseu Forest i Cardona (1821-1891)
- Juliol 1879 - Juny 1881 Benet Montaner i Caseras (1821-1883)
- 1891 a 1894- Joan Cases i Arxer
- 1906 - 1910 Josep Irla i Bosch
- 1947 - 1960 Robert Pallí i Rovira
- 1960 - 1964 Joan Puig Ametller
- 1964 - 1973 Manuel Vicens Moner
- 1979 - 1980 Manuel Monfort (PSC-PSOE)
- 1980 - 1990 Josep Vicente Romà (PSC-PSOE)
- 1990 - 1999 Antoni Juanals (PSC-PSOE)
- 1999 - 2004 Joan-Alfons Albó (CiU)
- 2004 - 2007 Miquel Lobato (CiU)
- 2007 - 2010 Pere Albó i Marlés (PSC-PSOE)
- 2010 - 2011 Carles Motas (TPSF)
- 2011 - 2015 Joan-Alfons Albó (CiU)
- 2015 - 2023 Carles Motas (TPSF)

## Llocs d'interès
- Pedralta és la pedra basculant més gran d'Europa. Al seu costat hi ha una petita ermita dedicada a l'Assumpció de Maria.[4] Se situa entre els termes municipals de Santa Cristina d'Aro i Sant Feliu.

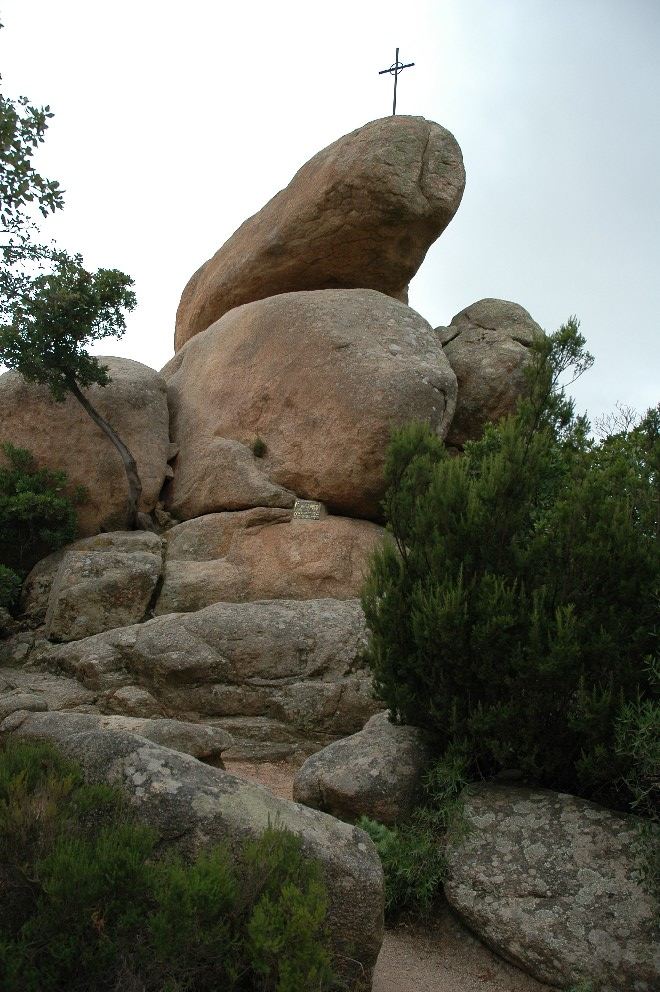
Pedralta

- El monestir de Sant Feliu de Guíxols fundat sota l'advocació de Sant Feliu l'Africà –sant martiritzat a Girona– per l'orde dels benedictins al segle ix, el monestir de Sant Feliu és la construcció més important de la ciutat i que acumula més estils arquitectònics, començant al preromànic i acabant al barroc. Fins al segle xix el monestir fou la institució més poderosa de la ciutat i això es traduí en un immoble imponent, fortificat i aïllat de la ciutat. El complex emmurallat arribà a tenir tretze torres, de les quals solament se'n conserven dues en l'actualitat. El cos principal del monestir data del segle xviii i fou alçat en un barroc tardà, sobri però amb elements sumptuosos, com les dues portalades d'accés al complex. Avui, la part més valorada és una porxada adossada a l'església del recinte: la Porta ferrada. Es tracta d'un tros d'un claustre del segle ix del qual en resten tres arcs de ferradura. Finalment, l'església fou construïda al segle ix i ampliada successivament, sobretot als segles xiv i xv, en estil gòtic. En l'actualitat el monestir acull el museu històric de la ciutat.

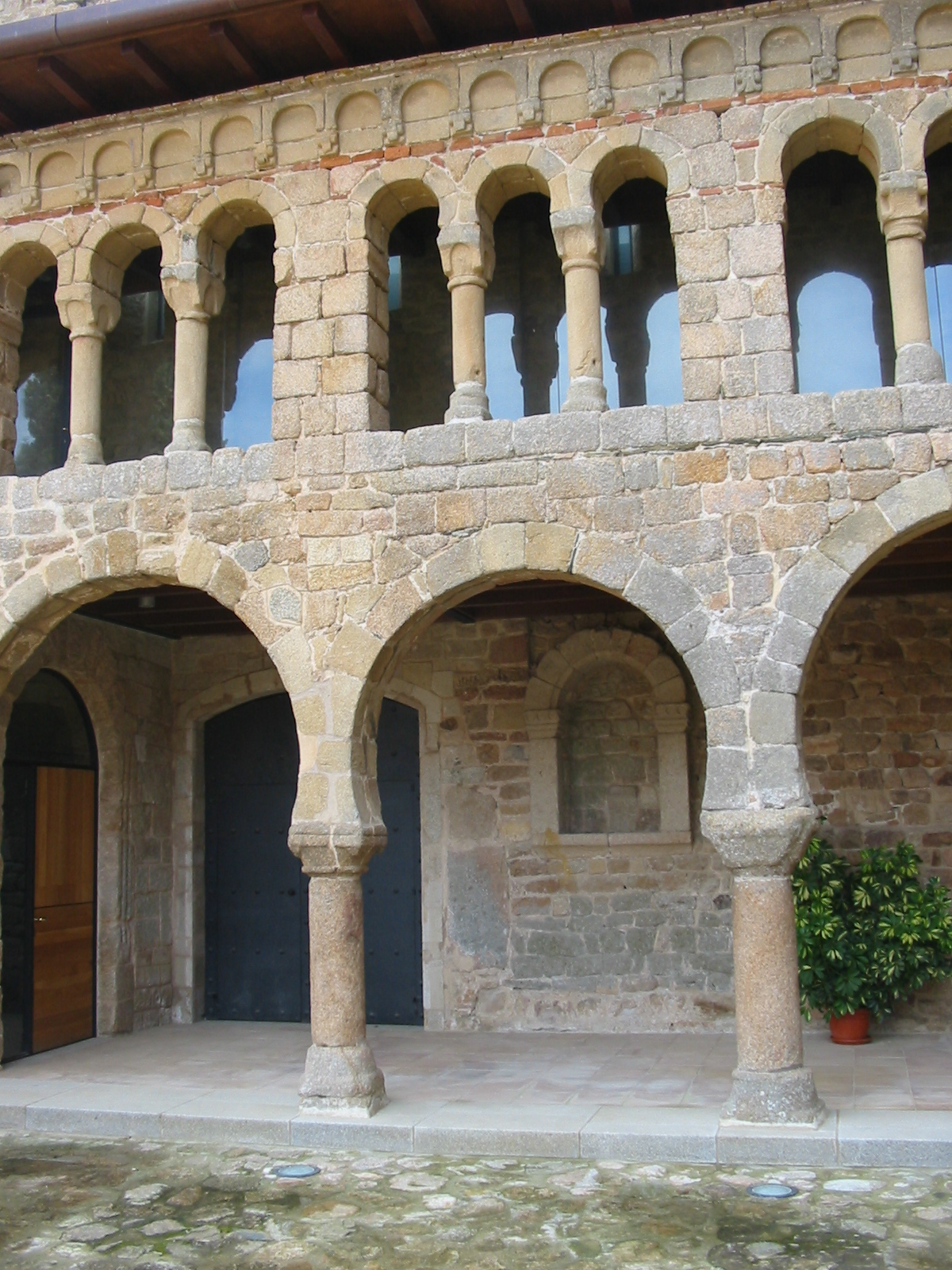
La Porta Ferrada

- Museu d'Història de Sant Feliu de Guíxols.[5] Des d'aquest centre ubicat en l'antic Monestir benedictí, es dona a conèixer la vida i evolució del Monestir de Sant Feliu, i els treballs que han ocupat la societat guixolenca al llarg dels segles: la pesca, el suro i el turisme vinculat als banys de mar. L'Escola de Belles Arts que va funcionar des de principis de s. XX és motiu de l'àmbit dedicat als artistes vinculats a la ciutat. A partir de les col·leccions dels metges rurals i en especial de la del Dr. Martí Casals i Echegaray (1903-1983) es pot visitar l'Espai del Metge Rural. A la Caseta del Salvament de Nàufrags, en visites concertades, es conserva la col·lecció del bot i tots els estris de la brigada de la Societat de Salvament de finals del s.XIX. Les col·leccions específiques de salut i de salvament de nàufrags li donen especial rellevància.
- El passeig del Mar i dels Guíxols. Obert el 1833 entre l'antiga ciutat medieval i la platja ganxona, a poc a poc aquest gran espai urbà organitzat en forma de passeig arbrat de plàtans s'anà omplint de cases senyorials que substituïen les velles casetes medievals de pescadors. Actualment, l'especulació immobiliària ha destruït la majoria de les antigues mansions i la configuració d'un passeig eminentment burgès s'ha transformat en un eix de blocs d'apartaments d'una ciutat costanera turística qualsevol.
- El "Casino dels Nois". Oficialment Nou Casino "La Constància", aquesta institució allotjada en un immoble modernista mossàrab és més coneguda pel sobrenom de Casino dels Nois, en oposició a l'entitat rival, més aburgesada del casino dels senyors (oficialment el Casino Guixolenc). L'edifici del casino fou bastit per l'arquitecte General Guitart i Lostaló el 1888.

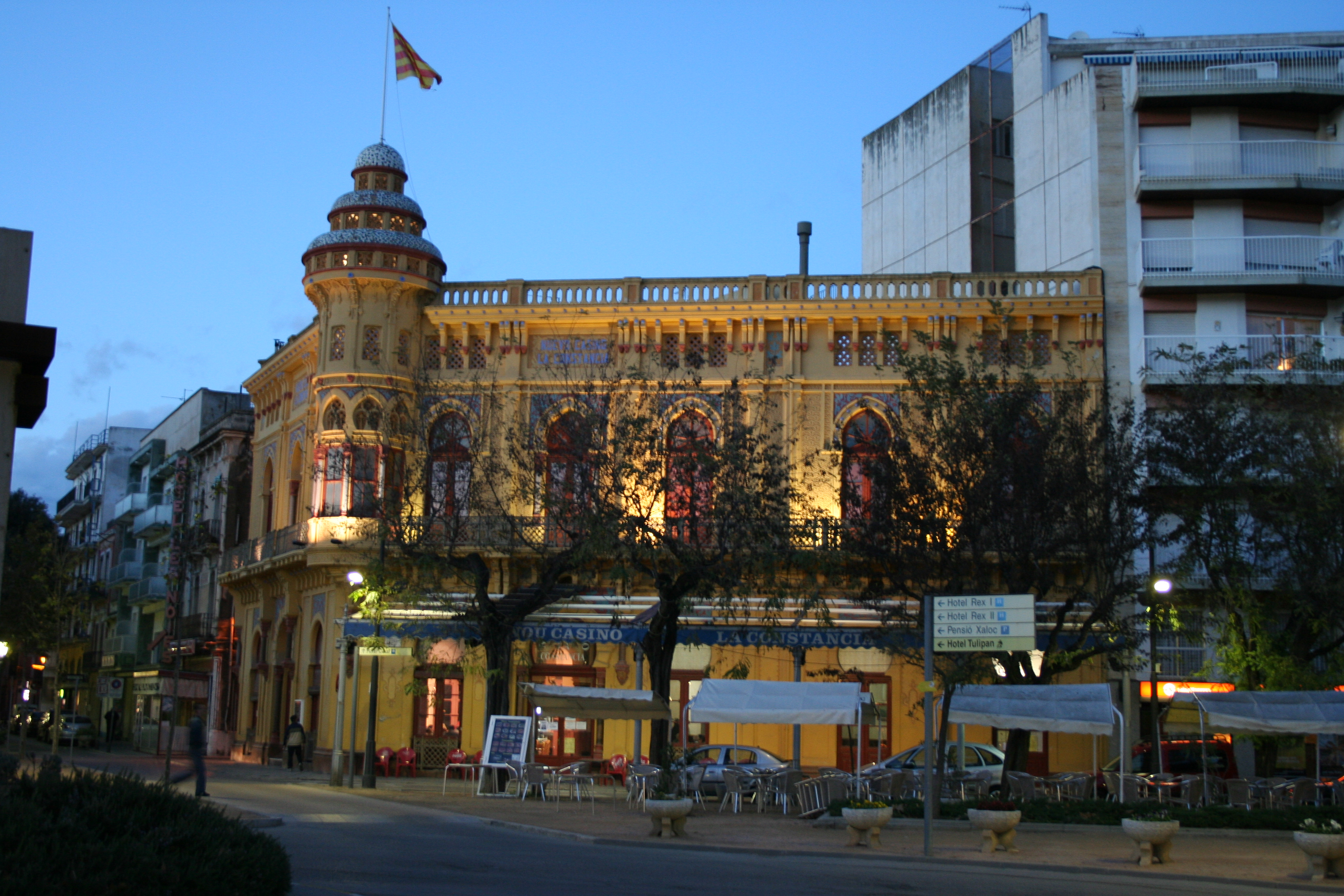
Casino "La Constància" de Sant Feliu de Guíxols

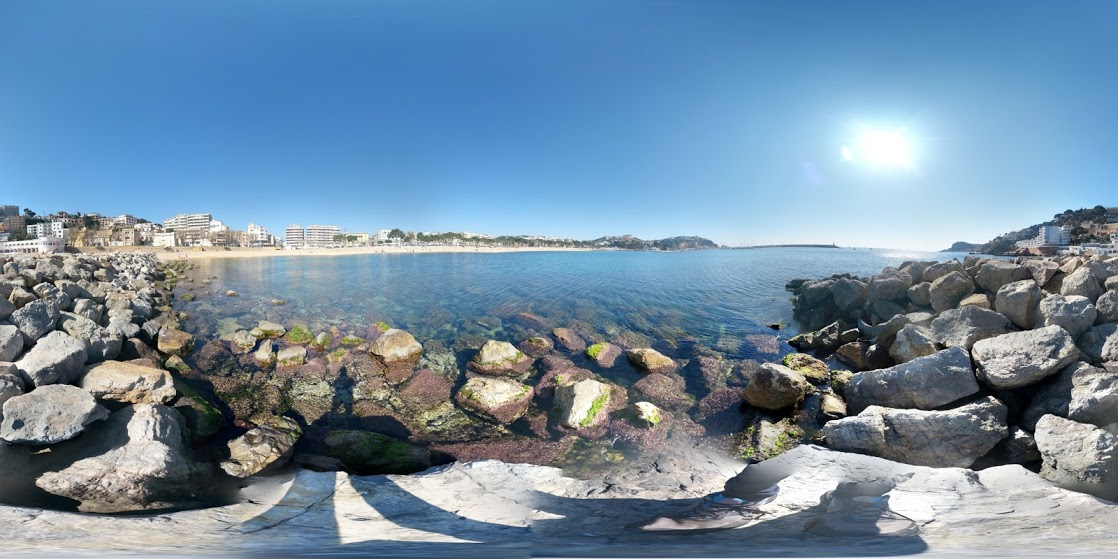
Visió panoràmica de la platja de Sant Feliu de Guíxols

- La Casa Patxot. Situada al número 40 del Passeig del Mar, aquesta casa del ric industrial ganxó Rafael Patxot fou aixecada entre el 1917 i el 1920 per l'arquitecte Albert Juan i Torner. Es tracta de la casa senyorial conservada més rellevant i luxosa de la ciutat. Durant llarg temps la casa acollí un observatori astronòmic del mateix Patxot. Actualment acull la Cambra de Comerç, Indústria i Navegació de Sant Feliu de Guíxols.

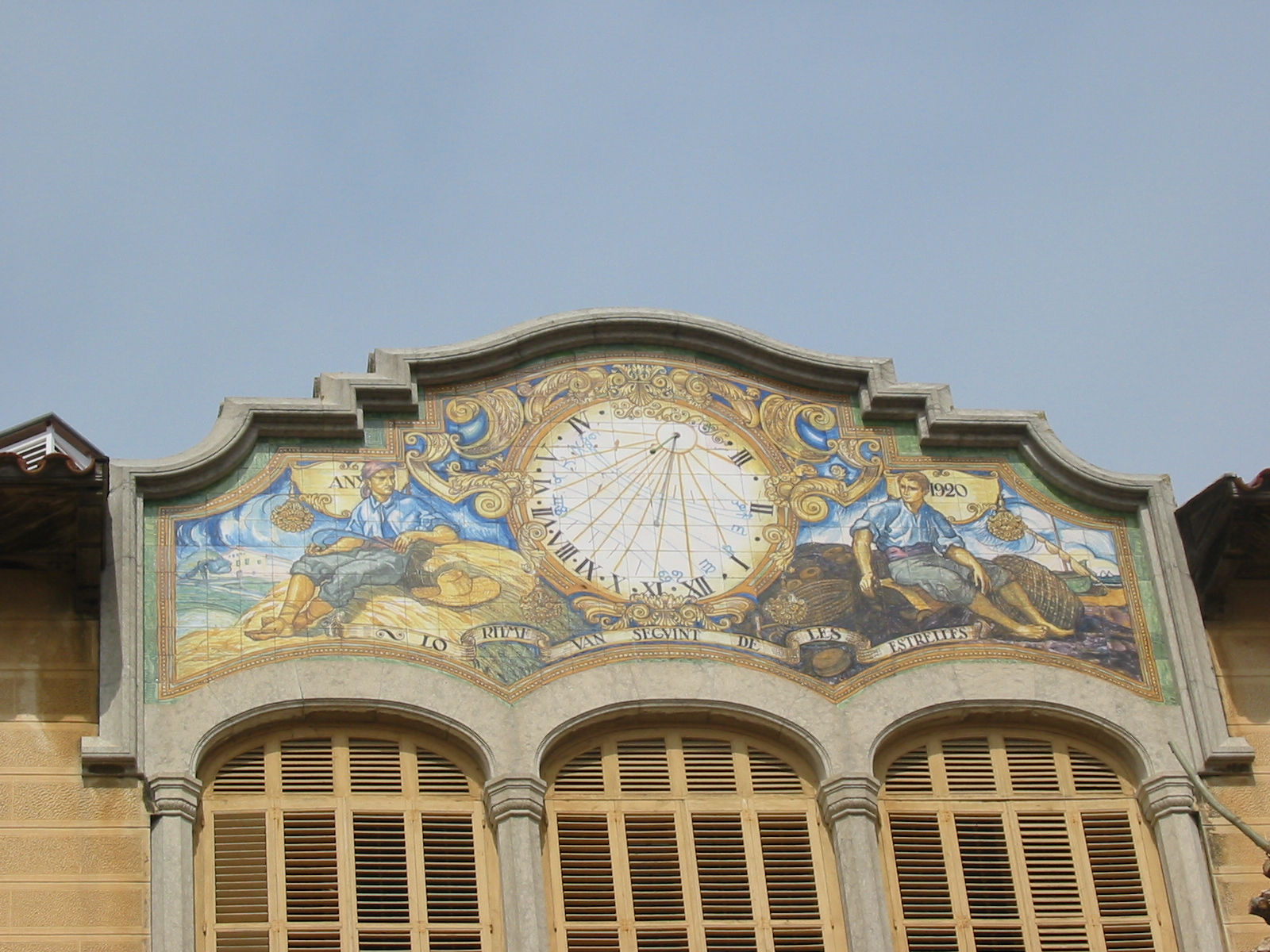
Rellotge de sol de la casa Patxot

- Cases senyorials. En tant que ciutat industrial amb una puixant burgesia dedicada al sector surotaper, Sant Feliu veié aparèixer grans cases senyorials als indrets amb més encant de la ciutat. D'entre aquestes construccions, hom destaca la casa Albertí (final del segle xix), la casa de la Campana (1911), la casa Gaziel (1880), la casa Girbau (1910), la casa Maynegre (1898), la casa Maruny (1909), la casa Pecher (1894), la casa Ribot (1904), la casa Sala (1904) o la casa Sibils (1892).
- L'ajuntament. Construït el 1547 en un estil sobri i que adoptava un gòtic molt tardà com a estil de la construcció en un moment en el qual es construïa amb cànons renaixentistes, l'ajuntament de la ciutat ha sobreviscut a totes les destruccions bèl·liques i a l'especulació immobiliària. L'edifici actual té afegida una torre aixecada el 1847 i una ampliació posterior dels anys 40 i 50 del segle xx.

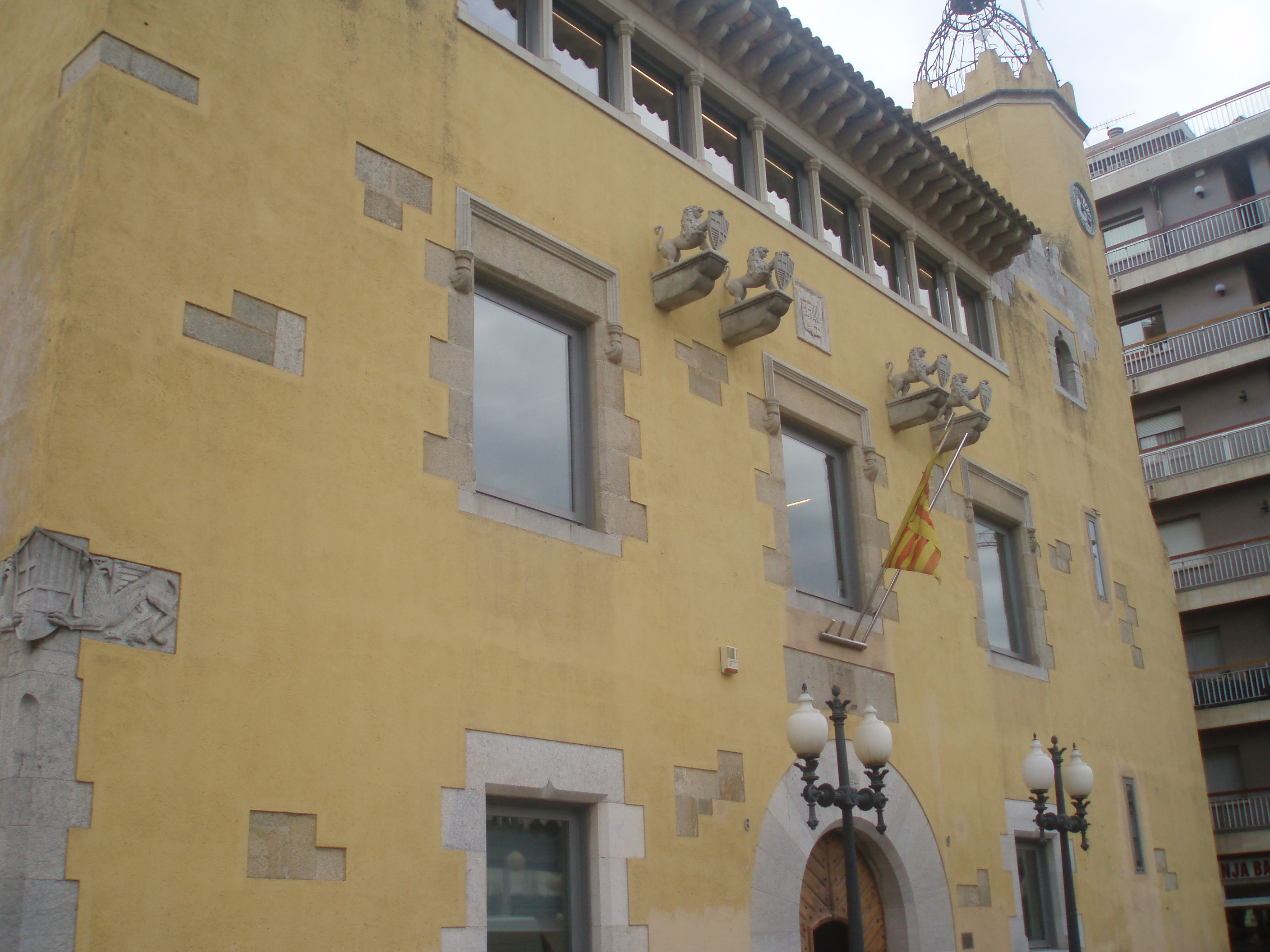
L'ajuntament

- L'antiga estació de tren. Aquesta estació termini de la línia ferroviària de Sant Feliu a Girona fou construïda entre 1889 i 1892 pels arquitectes Rafael Coderch i Gabriel March en un estil neoclàssic industrial auster. Símbol del progrés durant molt de temps, serví fins al 1969, any en el qual es clausurà la línia. Avui serveix d'escola pública.

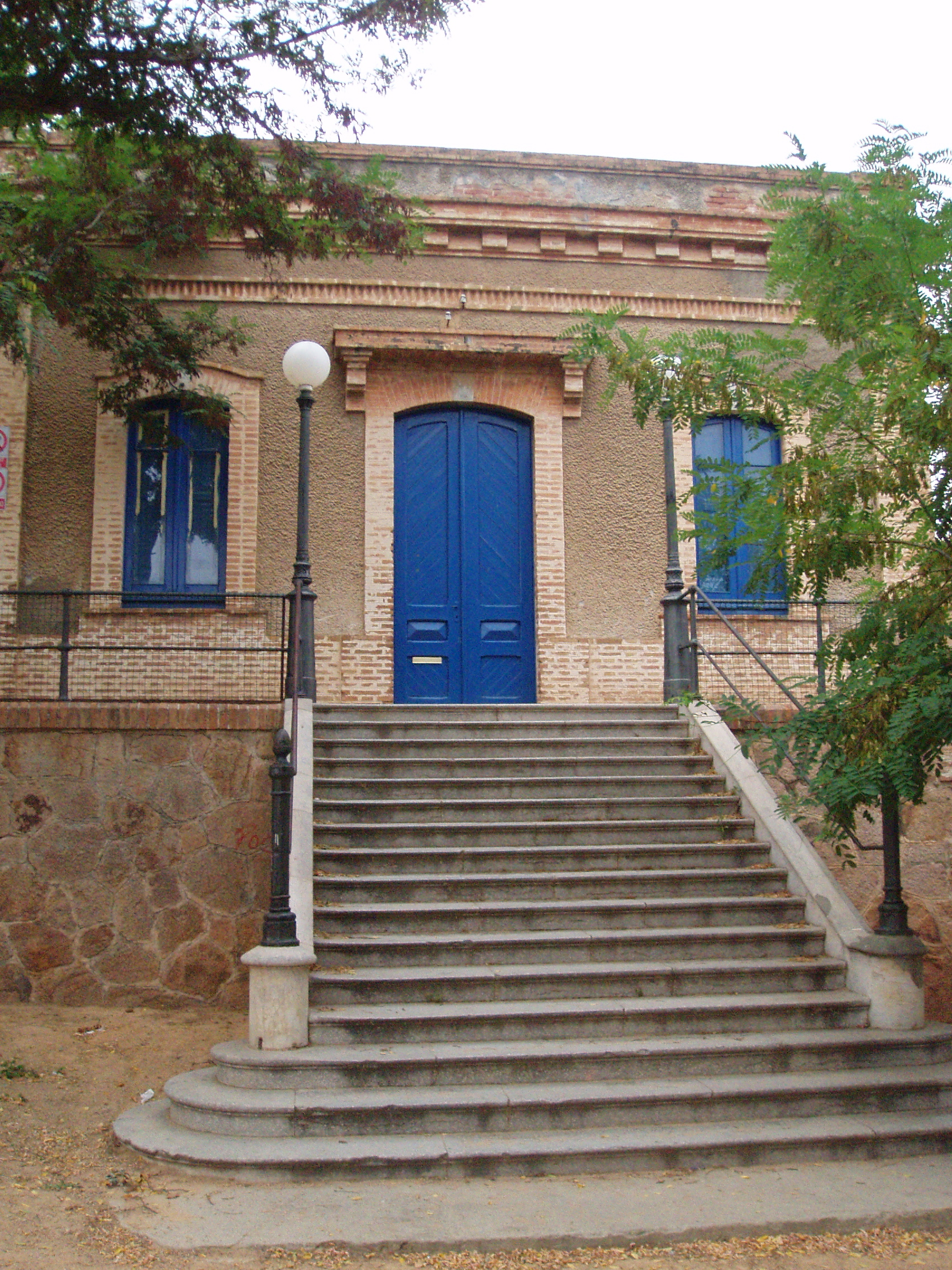
Antiga estació del ferrocarril de Sant Feliu de Guíxols a Girona

- L'Ermita de Sant Elm. Ermita amb capella (1723) dedicada a Sant Elm, situada a un promontori del qual hi ha una vista panoràmica a les badies de Sant Feliu i de Tossa de Mar.

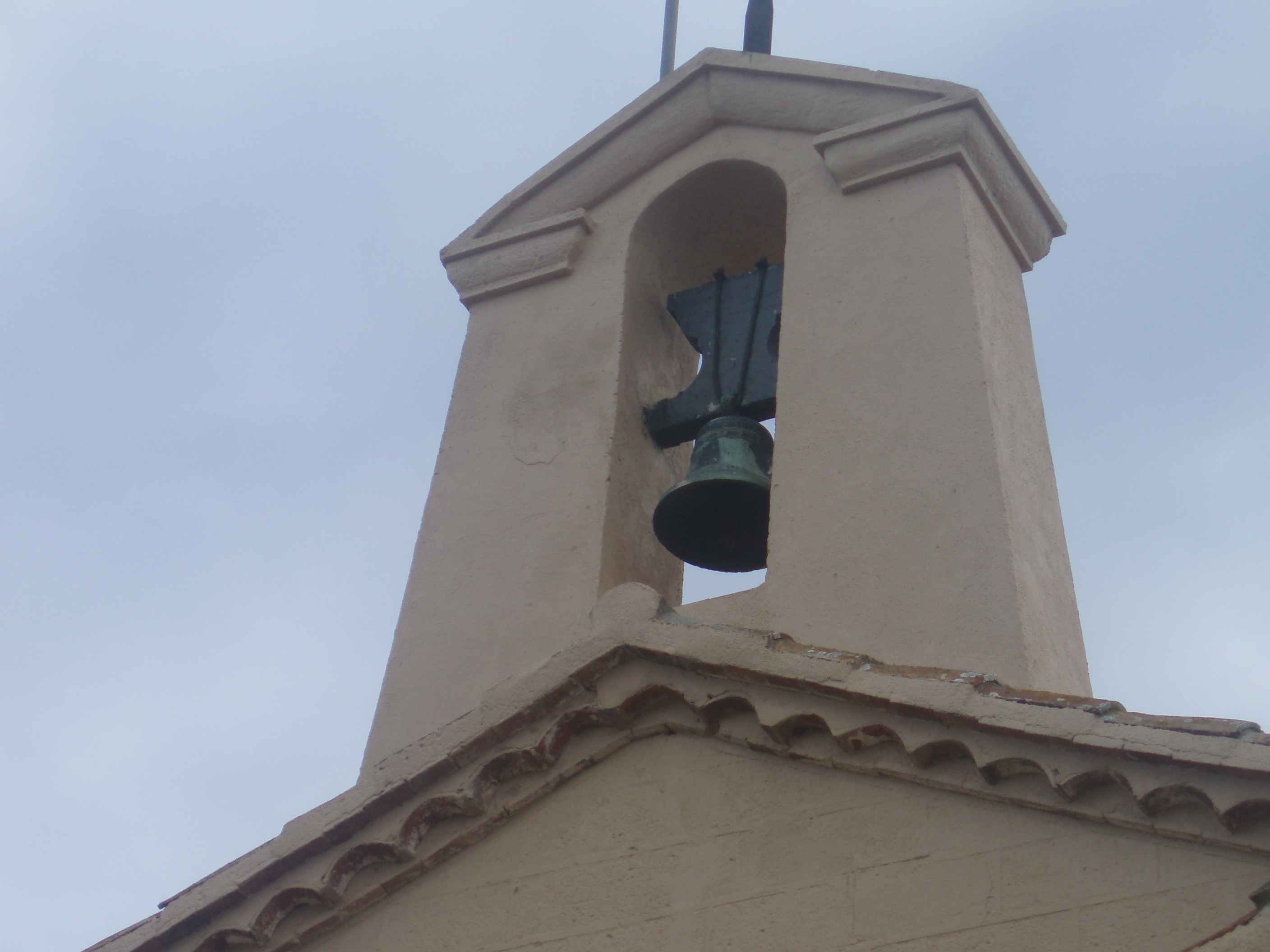
Campanar de l'ermita de Sant Elm

- Museu de les Plaques de Cava i Champagne, gestionat per la Fundació Josep Albó.[6]
- Museu d'Història de la Joguina
- Casa Museu Irla[7]
- Parròquia de la Mare de Déu dels Àngels
- La Via Ferrada Cala del Molí està situada a la població costanera de Sant Feliu de Guíxols (Baix Empordà).[8] Aquesta via és l'única en tot Europa que està suspesa sobre el mar, i forma part d'un conjunt de treballs realitzats pel seu constructor Albert Gironès.[8] Ell és constructor de parcs d'alçada i guia professional de muntanya. D'entre els seus treballs podem destacar la via ferrada de les Gorges de Salenys (Romanyà) i les Agulles Rodones (Solius).[cal citació]
- Edifici de la Caixa de Pensions. Obra noucentista de l'arquitecte Rafael Masó i Valentí protegida com a bé cultural d'interès local.

## Cultura
A Sant Feliu se celebren diversos esdeveniments culturals al llarg de l'any. La festa de Sant Antoni Abat, abans de la Guerra Civil l'organització de la festa anava a càrrec de la confraria o congregació del Sant i del Sindicat del Tránsito Rodado. Als anys 50 hi ha notícia que en tenia cura una comissió de membres del Sindicato de Transportes y Comunicaciones, Grupo Tracción Sangre. Actualment els responsables són l'Associació de Sant Antoni Abat juntament amb Galgos112, els quals compten amb el suport de l'Ajuntament de Sant Feliu de Guíxols i la Diputació de Girona.

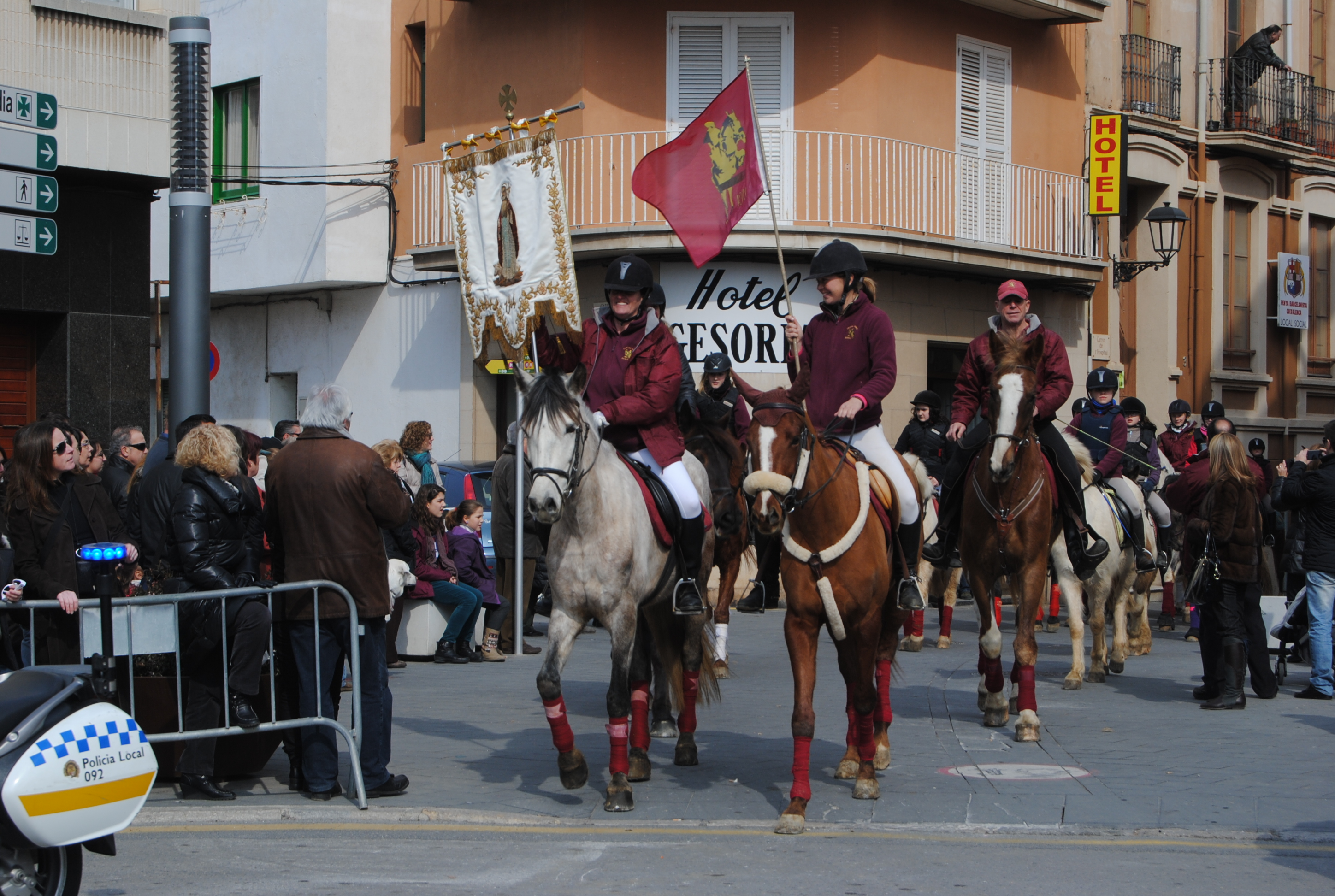
Cavallistes amb el Penó del sant

La ciutat de Sant Feliu està enclavada en una zona coneguda per les seves celebracions del carnaval, que se celebren al mes de febrer. Juntament amb Platja d'Aro i Palamós, el carnaval de Sant Feliu és un dels més prestigiosos, ja que compta amb la participació directa de més de 3.000 persones. El dia més important d'aquesta festa és el Divendres de Carnaval. Més de 60 colles de carnaval, vingudes de diferents poblacions de la Vall d'Aro i de la província de Girona participen en la Rua del Divendres pel Passeig del Mar. A la nit, tots els participants es reuneixen en el Pavelló Municipal per celebrar "El Ball del Tongo" (nom que ha adquirit l'acte de lliurament de premis de la rua).

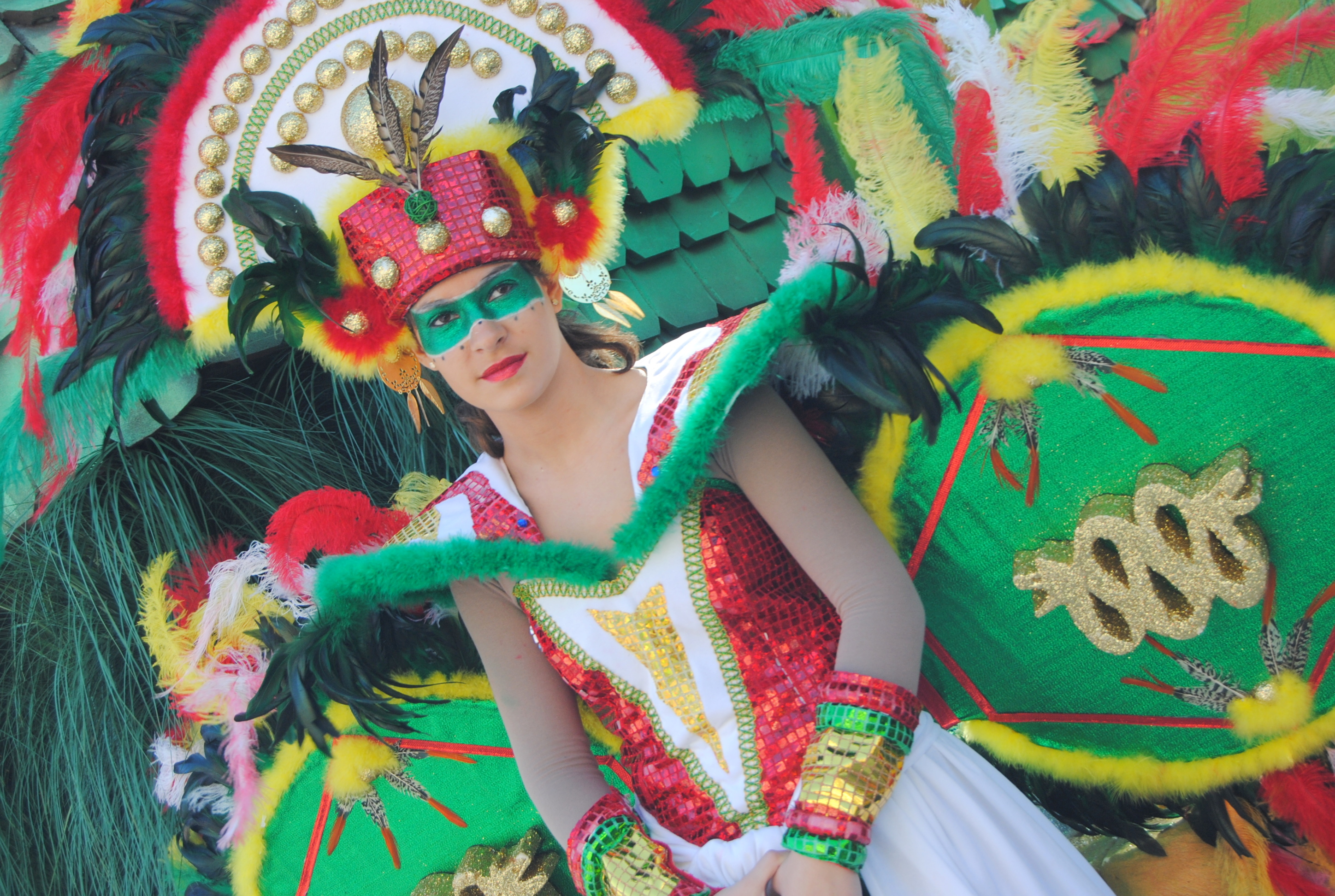
Una de les participants a la Rua de Carnaval de SFG, l'any 2010

El Concurs Exposició de Plantes i Flors és un dels més antics que se celebren a Catalunya. a pres el nom de “Guíxols flors” i, tal com va ser des de l'inici, hi pot participar tothom qui ho desitja. Se celebra el primer cap de setmana de maig. L'any 2013 s'ha celebrat en els jardins de l'Asil Surís.
El 1932, durant les festes de carnaval, amb motiu de la inauguració de la nova societat recreativa Casal Llevantí, debutà l'orquestra Dazzling Jazz, que va oferir actuacions regulars any rere any amb motius de diverses celebracions.
El Festival Internacional de la Porta Ferrada, instituït el 1958, és el més antic de Catalunya. Aquest festival, que se celebra al Port, l'església del Monestir i el Teatre, ha anat prenent importància internacional amb el temps i és un dels principals festivals de Catalunya. Engloba el teatre, la música i la dansa. Se sol realitzar a l'estiu tot i que a l'hivern té un digne successor: Guíxols Escena i el Concurs de Teatre Amateur.
La festa major de Sant Feliu se celebra a l'agost. És principal festa popular de Sant Feliu de Guíxols. Les festes comencen el dia 31 de juliol amb el pregó, que normalment fa una entitat o personatge de rellevància de la ciutat. El dia principal és l'1 d'agost. Un dels dies més esperats és el 3 d'agost, ja que es porta a terme el correfoc pels carrers del centre de la ciutat. El tancament, amb un espectacular castell de focs d'artifici, se sol celebrar el 4 d'agost.
L'Ajuntament de Sant Feliu de Guíxols i Carmen Cervera van tancar un acord per obrir el 2020 un Museu Thyssen amb 400 obres d'art d'autors catalans dels segles XIX i XX, de les quals, 130 formaran la col·lecció permanent. La baronessa cedirà gratuïtament el fons pictòric durant 20 anys. S'hi podran veure obres com La catedral dels pobres de Joaquim Mir; Interior a l'aire lliure, de Ramon Casas, o Port de Barcelona, d'Eliseu Meifrén.
Des de 1981 és la seu de l'Institut d'Estudis del Baix Empordà, fundat pel mestre Lluís Esteva i Cruañas, un grup d'erudits que estudien la comarca en el seus aspectes culturals, geogràfics, històrics i naturals.

## Esports
Els equips de futbol de Sant Feliu són l'Ateneu Deportiu Guíxols, el Club de Futbol Vilartagues i l'Escola de Futbol Sant Feliu.
L'equip de bàsquet de Sant Feliu és el CB Sant Feliu que actualment juga la Tercera Catalana de bàsquet. Disputa els seus partits al Pavelló Municipal La Corchera.
L'equip de Futbol Sala de la ciutat, és el Club Futbol Sala Sant Feliu de Guíxols, actualment juga a Preferent catalana de la Federació Catalana de Futbol. La seva pista de joc es troba al Pavelló Municipal Carles Nadal i Cosp.
L'equip de tennis, el Club Tennis Guíxols.
També hi ha un club de natació, el Club Aquàtic Xaloc, que són bicampions en els campionats d'Espanya de Natació amb Aletes. En aquest club també destaca la seva secció de triatló, que participa en múltiples proves que se celebren arreu del territori.
Sant Feliu també té una important participació en ciclisme de carretera i btt amb els clubs Sport Ciclista Guíxols i Bicis Tope.
El club de patinatge artístic, Club Patí Guixolenc.
El club de petanca, el Club Petanca Vilartagues.
El Centre Excursionista Montclar.
També hi ha diferents clubs especialitzats en arts marcials: Club Taekwondo A Punt, Nihon Kobudo, Dojo.
El Club Guixolenc d'Escacs es va fundar el 1931 i continua actiu amb una trentena de jugadors.

## Mitjans de comunicació
- Setmanari L'avi Muné
- Setmanari Àncora
- Ràdio Sant Feliu
- Tribuna Ganxona[13]

## Personatges il·lustres
- Rafael Aixada (segle xvi), tinent general de les galeres de l'emperador Carles I
- Antoni Vidal i Calzada (segle xix), armador
- Madrona Romaguera i Pla (1846 - 1942), llevadora
- Josep Roura Estrada (1797 - 1860), químic
- Ferran Agulló i Vidal (1863 - 1933), poeta, periodista i comediògraf
- Octavi Viader i Margarit (1864 - 1938), impressor i editor
- Rafael Patxot i Jubert (1872 - 1964), meteoròleg, mecenes i escriptor
- Josep Irla (1874 - 1958), 124è President de la Generalitat de Catalunya
- Juli Garreta (1875 - 1925), compositor
- Gertrudis Romaguera i Valls «donya Tula» (1879 - 1965), pintora
- Agustí Calvet «Gaziel» (1887 - 1964), periodista i escriptor
- Francesc Masferrer Albertí, (1890-1973), autor teatral
- Martí Casals i Echegaray (1903 - 1983), metge
- Josep Albertí Corominas (1913 - 1993), pintor
- Narcís Masferrer i Buixó «Narmas» (1913 - 2010), mestre, ninotaire i home de teatre
- Felip Calvet Costa (1920 - 1999), historiador
- Lluís Palahí Xargay (1925), cronista i periodista
- Josep Pascual i Buxó (1931), escriptor nacionalitzat mexicà
- Josep Andújar i Pérez «Sé» (1955), periodista i cantautor
- Quimeta Serra i Fornós (1928), ceramista i pintora
- Marc Crosas Luque (1988), futbolista del club mexicà Santos Laguna
- Bipolar (2012), grup de música pop-rock